# Popis austrijskih vladara
Ovo je popis austrijskih vladara od formiranje te zemlje 976. pod Dinastijom Babenberg do 1918. i propasti Austro-Ugarske.

## Markgrofovija Austrija

### Dinastija Babenberg
| Portret | Ime          | Rođen | Početak vladavine | Smrt |
| ------- | ------------ | ----- | ----------------- | ---- |
|         | Leopold I.   | 940   | 976               | 994  |
|         | Henrik I.    | 965   | 994               | 1018 |
|         | Adalbert     | ???   | 1018              | 1055 |
|         | Ernst        | 1027  | 1055              | 1075 |
|         | Leopold II.  | 1050  | 1075              | 1095 |
|         | Leopold III. | 1073  | 1095              | 1136 |
|         | Leopold IV.  | 1108  | 1136              | 1141 |
|         | Henrik II.   | 1107  | 1141              | 1177 |

## Austrijsko vojvodstvo

### Dinastija Babenberg
Markgrof Henrik II. uspio je 1156. dobiti od cara Svetog Rimskog Carstva Fridrik I. Barbarosse titulu vojvode i tako je pretvoriti u Austrijsko Vojvodstvo. 
| Portret | Ime         | Rođen | Početak vladavine | Smrt |
| ------- | ----------- | ----- | ----------------- | ---- |
|         | Henrik II.  | 1107  | 1156              | 1177 |
|         | Leopold V.  | 1157  | 1177              | 1194 |
|         | Fridrik I.  | 1175  | 1194              | 1198 |
|         | Leopold VI. | 1176  | 1198              | 1230 |
|         | Fridrik II. | 1211  | 1230              | 1246 |

### Interregnum
Nakon pogibije Fridrika II. 1246. posljednjeg babenbergovskog vojvode, austrijsko vojvodstvo ostalo je bez vladara i upalo u interregnum. Od nekoliko pretendenata na kraju je pobijedio češki kralj Otakar II. iz dinastije Přemyslovića, koji je službeno postao austrijski vojvoda 1260. Otakar je poražen i ubijen bitci na Moravskom polju 1278., od strane novog njemačkog kralja Rudolfa I. Habsburškog, nakon što je protjeran iz Austrije dvije godine ranije.
| Portret | Ime       | Rođen | Početak vladavine | Smrt |
| ------- | --------- | ----- | ----------------- | ---- |
|         | Otakar II | 1230  | 1260              | 1278 |

### Dinastija Habsburg
| Portret | Ime                 | Rođen | Početak vladavine | Smrt | Odnos           |
| ------- | ------------------- | ----- | ----------------- | ---- | --------------- |
|         | Rudolf I.           | 1218  | 1278              | 1291 |                 |
|         | Albert I.           | 1255  | 1282              | 1308 | sin Rudolfa I.  |
|         | Rudolf II.          | 1270  | 1282              | 1290 | sin Rudolfa I   |
|         | Rudolf III.         | 1281  | 1298              | 1307 | sin Alberta I.  |
|         | Fridrik III. Lijepi | 1286  | 1308              | 1330 | sin Alberta I.  |
|         | Leopold I.          | 1290  | 1308              | 1326 | sin Alberta I.  |
|         | Albert II.          | 1298  | 1330              | 1358 | sin Alberta I.  |
|         | Oton IV.            | 1301  | 1330              | 1339 | sin Alberta I.  |
|         | Rudolf IV.          | 1339  | 1358              | 1365 | sin Alberta II. |
|         | Leopold III.        | 1351  | 1365              | 1386 | sin Alberta II. |
|         | Albert III.         | 1349  | 1365              | 1395 | sin Alberta II. |

Na osnovu Rudolfovih kućnih pravila (Rudolfinische Hausordnung) njegovi sinovi Albert III. i Leopold III. 1379. podijelili zemlju, tako što je Albert III. nastavio vladati Austrijom a Leopold III. je dobio Štajersku, Korušku, Kranjsku i Tirol.

#### Albertova i Leopoldova grana
| Portret | Ime               | Rođen | Početak vladavine | Smrt | Odnos            |
| ------- | ----------------- | ----- | ----------------- | ---- | ---------------- |
|         | Albert III.       | 1349  | 1379              | 1395 | sin Alberta II.  |
|         | Albert IV.        | 1377  | 1395              | 1404 | sin Alberta III. |
|         | Albert V.         | 1397  | 1404              | 1439 | sin Alberta IV.  |
|         | Ladislav Posmrtni | 1440  | 1440              | 1457 | sin Alberta V.   |

| Portret | Ime                   | Rođen | Početak vladavine | Smrt | Odnos             |
| ------- | --------------------- | ----- | ----------------- | ---- | ----------------- |
|         | Leopold III. Pravedni | 1351  | 1365              | 1386 | sin Alberta II.   |
|         | Vilim Ambiciozni      | 1370  | 1386              | 1406 | sin Leopolda III. |
|         | Leopold IV. Debeli    | 1371  | 1406              | 1411 | sin Leopolda III. |

| Portret | Ime            | Rođen | Početak vladavine | Smrt | Odnos                |
| ------- | -------------- | ----- | ----------------- | ---- | -------------------- |
|         | Ernst Željezni | 1377  | 1406              | 1424 | sin Leopolda III.    |
|         | Fridrik V.     | 1415  | 1424              | 1493 | sin Ernsta Željeznog |
|         | Albert VI.     | 1418  | 1424              | 1463 | sin Ernsta Željeznog |

| Portret | Ime         | Rođen | Početak vladavine | Smrt | Odnos             |
| ------- | ----------- | ----- | ----------------- | ---- | ----------------- |
|         | Fridrik IV. | 1382  | 1406              | 1439 | sin Leopolda III. |
|         | Siegmund    | 1427  | 1446              | 1490 | sin Fridrika IV.  |

| Portret | Ime            | Rođen | Početak vladavine | Smrt | Odnos                |
| ------- | -------------- | ----- | ----------------- | ---- | -------------------- |
|         | Ernst Željezni | 1377  | 1406              | 1424 | sin Leopolda III.    |
|         | Fridrik V.     | 1415  | 1424              | 1493 | sin Ernsta Željeznog |
|         | Albert VI.     | 1418  | 1424              | 1463 | sin Ernsta Željeznog |

| Portret | Ime         | Rođen | Početak vladavine | Smrt | Odnos             |
| ------- | ----------- | ----- | ----------------- | ---- | ----------------- |
|         | Fridrik IV. | 1382  | 1406              | 1439 | sin Leopolda III. |
|         | Siegmund    | 1427  | 1446              | 1490 | sin Fridrika IV.  |

Fridrik V. koji je ujedno bio i Fridrik III., car Svetog Rimskog Carstva uspio je do 1457. steći sve zemlje Albertove grane, a do 1490. i one kojima je vladala Fridrikova grana.

## Austrijske nadvojvode

### Dinastija Habsburg
Fridrik III., car Svetog Rimskog Carstva i nadvojvoda cijele Austrije kao Fridrik V, je 1359. ozakonio upotrebu titule nadvojvode Austrije i stvorio Austrijsko nadvojvodstvo.
| Portret | Ime             | Rođen | Početak vladavine | Smrt | Odnos                 |
| ------- | --------------- | ----- | ----------------- | ---- | --------------------- |
|         | Maksimilijan I. | 1459  | 1493              | 1519 | sin Fridrika V.       |
|         | Karlo I.        | 1500  | 1519              | 1558 | unuk Maksimilijana I. |
|         | Ferdinand I.    | 1503  | 1520              | 1564 | unuk Maksimilijana I. |

| Portret | Ime              | Rođen | Početak vladavine | Smrt | Odnos                 |
| ------- | ---------------- | ----- | ----------------- | ---- | --------------------- |
|         | Maksimilijan II. | 1527  | 1564              | 1576 | sin Ferdinanda I.     |
|         | Rudolf II.       | 1552  | 1576              | 1612 | sin Maksimilijana II. |
|         | Matija           | 1557  | 1608              | 1619 | sin Maksimilijana II. |
|         | Albert VII.      | 1559  | 1619              | 1621 | sin Maksimilijana II. |
|         | Ferdinand III.   | 1578  | 1621              | 1637 | sin Karla II.         |
|         | Ferdinand IV.    | 1608  | 1637              | 1657 | sin Ferdinanda III.   |

| Portret | Ime            | Rođen | Početak vladavine | Smrt | Odnos               |
| ------- | -------------- | ----- | ----------------- | ---- | ------------------- |
|         | Karlo II.      | 1540  | 1564              | 1590 | sin Ferdinanda I.   |
|         | Ferdinand III. | 1578  | 1590              | 1637 | sin Karla II.       |
|         | Ferdinand IV.  | 1608  | 1637              | 1657 | sin Ferdinanda III. |

| Portret | Ime              | Rođen | Početak vladavine | Smrt | Odnos                 |
| ------- | ---------------- | ----- | ----------------- | ---- | --------------------- |
|         | Ferdinand II.    | 1529  | 1564              | 1595 | sin Ferdinanda I.     |
|         | Matija           | 1557  | 1595              | 1619 | sin Maksimilijana II. |
|         | Albert VII.      | 1559  | 1619              | 1621 | sin Maksimilijana II. |
|         | Ferdinand III.   | 1578  | 1621              | 1623 | sin Karla II.         |
|         | Leopold V.       | 1586  | 1623              | 1632 | sin Karla II.         |
|         | Ferdinand Karlo  | 1628  | 1646              | 1662 | sin Leopolda V.       |
|         | Sigismund Franjo | 1630  | 1662              | 1665 | sin Leopolda V.       |

Leopold VI. je ponovo ujedinio Austriju naslijedivši svoje rođake.
| Portret | Ime             | Rođen | Početak vladavine | Smrt | Odnos              |
| ------- | --------------- | ----- | ----------------- | ---- | ------------------ |
|         | Leopold VI.     | 1640  | 1657              | 1705 | sin Ferdinanda IV. |
|         | Josip I.        | 1678  | 1705              | 1711 | sin Leopolda VI.   |
|         | Karlo III.      | 1685  | 1711              | 1740 | sin Leopolda VI.   |
|         | Marija Terezija | 1717  | 1740              | 1780 | kći Karla III.     |

### Dinastija Habsburg-Lothringen
Nakon što je umro posljednji pravi Habsburgovac Karlo VI., njegova je kći Marija Terezija postala austrijska nadvojvodkinja. Ona se udala za Franju I. Stjepana iz Lotarinške dinastije. Njihovi su potomci pripadali dinastiji Habsburg-Lothringen.
| Portret | Ime         | Rođen | Početak vladavine | Smrt | Odnos               |
| ------- | ----------- | ----- | ----------------- | ---- | ------------------- |
|         | Josip II.   | 1741  | 1780              | 1790 | sin Marije Terezije |
|         | Leopold II. | 1747  | 1790              | 1792 | sin Marije Terezije |
|         | Franjo II.  | 1768  | 1792              | 1835 | sin Leopolda II.    |

## Carevi Austrijskog Carstva

### Dinastija Habsburg-Lothringen
Od 1804. Austrija je postala carstvo pa je tako posljednji car Svetog Rimskog Carstva Franjo II. postao austrijski car pod imenom Franjo I.
| Portret | Ime             | Rođen | Početak vladavine | Smrt | Odnos                       |
| ------- | --------------- | ----- | ----------------- | ---- | --------------------------- |
|         | Franjo I.       | 1768  | 1804              | 1835 | ista osoba kao i Franjo II. |
|         | Ferdinand I.    | 1793  | 1835              | 1875 | sin Franje I.               |
|         | Franjo Josip I. | 1830  | 1848              | 1916 | nećak Ferdinanda I.         |
|         | Karlo I.        | 1887  | 1916              | 1922 | pranećak Franje Josipa I.   |

Karlo I. abdicirao je 1918. nakon poraza u Prvom svjetskom ratu nakon tog je zemlja proglašena republikom.

## Vanjske poveznice
- Erzherzöge von Österreich (njem.)